# Anton Tanghe
Anton Tanghe, né le 28 janvier 1999 à Roulers en Belgique, est un footballeur belge qui joue au poste de défenseur au SV Zulte Waregem.

## Biographie

### En club
Né à Roulers en Belgique, Anton Tanghe est formé par le Club Bruges KV, mais il n'a jamais sa chance en équipe première. Il rejoint le KV Ostende en 2019. Il joue son premier match en professionnel le 24 janvier 2020, lors de la saison 2019-2020 de Jupiler Pro League face au Standard de Liège. Il entre en jeu en cours de partie lors de cette rencontre perdue par son équipe (2-1 score final).
Le 18 juillet 2020, il signe un nouveau contrat avec le KV Ostende, le liant avec le club jusqu'en 2023. Le 21 novembre 2020, Tanghe inscrit son premier but en professionnel, lors d'une rencontre de championnat face au Royal Antwerp FC. Il est titulaire et ouvre le score lors de ce match où les deux équipes se neutralisent (1-1).
Lors du mercato hivernal 2023-2024, il signe un contrat jusqu'en 2027 au SV Zulte Waregem qui tente de regagner l'élite un an après l'avoir quittée.
Tanghe joue son premier match sous ses nouvelles couleurs le 14 janvier 2024, lors d'une rencontre de championnat face au KV Ostende. Il est titularisé et son équipe s'incline par trois buts à deux,.

### En sélections nationales
Anton Tanghe reçoit deux sélections dans la catégorie des moins de 19 ans en septembre 2017, contre la Finlande (victoire 2-0), et le Portugal (défaite 1-3).

## Statistiques

### En club
| Saison                | Club                  | Championnat           | Championnat | Championnat | Championnat | Coupe(s) nationale(s) | Coupe(s) nationale(s) | Coupe(s) nationale(s) | Autres compétitions | Autres compétitions | Autres compétitions | Autres compétitions | Total | Total | Total |
| Saison                | Club                  | Division              | M.          | B.          | P.d.        | M.                    | B.                    | P.d.                  | Comp.               | M.                  | B.                  | P.d.                | M.    | B.    | P.d.  |
| 2019-2020             | KV Ostende            | Division 1A           | 1           | 0           | 0           | -                     | -                     | -                     | -                   | -                   | -                   | -                   | 1     | 0     | 0     |
| 2020-2021             | KV Ostende            | Division 1A           | 29          | 1           | 0           | 2                     | 0                     | 0                     | PO2                 | 4                   | 0                   | 0                   | 35    | 1     | 0     |
| 2021-2022             | KV Ostende            | Division 1A           | 21          | 1           | 0           | 1                     | 0                     | 0                     | -                   | -                   | -                   | -                   | 22    | 1     | 0     |
| 2022-2023             | KV Ostende            | Division 1A           | 30          | 0           | 0           | 2                     | 0                     | 0                     | -                   | -                   | -                   | -                   | 32    | 0     | 0     |
| 2023-2024             | KV Ostende            | Division 1B           | 16          | 1           | 0           | 3                     | 0                     | 0                     | -                   | -                   | -                   | -                   | 19    | 1     | 0     |
| Sous-total            | Sous-total            | Sous-total            | 97          | 2           | 0           | 8                     | 0                     | 0                     | -                   | 4                   | 0                   | 0                   | 109   | 2     | 0     |
| 2023-2024             | SV Zulte Waregem      | Division 1B           | 12          | 0           | 1           | -                     | -                     | -                     | PO                  | -                   | -                   | -                   | 12    | 0     | 1     |
| 2024-2025             | SV Zulte Waregem      | Division 1B           | 25          | 1           | 1           | 2                     | 1                     | 0                     | -                   | -                   | -                   | -                   | 27    | 2     | 1     |
| 2025-2026             | SV Zulte Waregem      | Division 1A           | 4           | 0           | 0           | -                     | -                     | -                     | -                   | -                   | -                   | -                   | 4     | 0     | 0     |
| Sous-total            | Sous-total            | Sous-total            | 41          | 1           | 2           | 2                     | 1                     | 0                     | -                   | -                   | -                   | -                   | 43    | 2     | 2     |
| Total sur la carrière | Total sur la carrière | Total sur la carrière | 138         | 3           | 2           | 10                    | 1                     | 0                     | -                   | 4                   | 0                   | 0                   | 152   | 4     | 2     |

## Palmarès

### En club
|  |  | SV Zulte Waregem - Championnat de Belgique de deuxième division (1) : - Champion : 2025 |